# Hoofdstelling van de rekenkunde
In de wiskunde, en in het bijzonder in de getaltheorie, zegt de hoofdstelling van de rekenkunde dat elk natuurlijk getal groter dan {\displaystyle 1} kan worden geschreven als het product van priemgetallen en dat dit op precies één manier mogelijk is, afgezien van de volgorde van die priemgetallen. Als het getal zelf een priemgetal is, bestaat het product uit dat enkele priemgetal. Zo is bijvoorbeeld:
{\displaystyle 6936=2^{3}\cdot 3\cdot 17^{2}}
{\displaystyle 1200=2^{4}\cdot 3\cdot 5^{2}}
maar
{\displaystyle 29=29}
Er bestaan geen andere manieren om deze getallen in priemfactoren te ontbinden.
Merk op dat als {\displaystyle 1} als priemgetal werd beschouwd, de ontbinding in priemfactoren in factoren niet uniek zou zijn. Voor het getal {\displaystyle 1200} bijvoorbeeld zouden er dan oneindig veel alternatieven bestaan, namelijk:
{\displaystyle 1200=1^{n}\cdot 2^{4}\cdot 3\cdot 5^{2}}
waarbij {\displaystyle n} elk natuurlijk getal kan zijn.
Het bewijs van deze stelling gaat in twee delen:
- existentie, de ontbinding bestaat steeds;
- uniciteit of eenduidigheid, deze ontbinding is uniek.

## Existentie
Het bewijs dat ieder geheel getal {\displaystyle n} is te schrijven als het product van alleen priemgetallen, gaat met behulp van volledige inductie.
InductiebeginHet getal 2 is te schrijven als een product van alleen priemgetallen, namelijk 2, een product met één priemfactor.
InductiehypotheseAlle {\displaystyle m} met {\displaystyle m<n} zijn te schrijven als een product van alleen priemgetallen.
InductiestapEr zijn twee gevallen:
- Als {\displaystyle n} een priemgetal is, zijn we al klaar.
- Anders zijn er {\displaystyle p,q} met {\displaystyle 2\leq p,q<n} zodat {\displaystyle p\cdot q=n}. Volgens de inductiehypothese zijn er producten van priemgetallen zodat {\displaystyle p_{1}\cdot \ldots \cdot p_{k}=p} en {\displaystyle q_{1}\cdot \ldots \cdot q_{l}=q}. We kunnen nu {\displaystyle n} schrijven als

{\displaystyle p_{1}\cdot \ldots \cdot p_{k}\cdot q_{1}\cdot \ldots \cdot q_{l}=n}.

## Tegenvoorbeeld
Door David Hilbert werd aangetoond dat het bewijs van de eenduidigheid van de ontbinding in priemfactoren noodzakelijk gebruikmaakt van de additieve structuur van de natuurlijke getallen. Ter illustratie dient het volgende, van Hilbert afkomstige, voorbeeld van een verzameling waarbinnen de hoofdstelling van de rekenkunde niet geldt.
Beschouw de volgende deelverzameling van {\displaystyle \mathbb {N} }:
{\displaystyle H:=\{3j+1:j\in \mathbb {N} \}}
Deze verzameling heeft dezelfde multiplicatieve structuur als {\displaystyle \mathbb {N} }. Een 'priemgetal' in {\displaystyle H} is, net als in {\displaystyle \mathbb {N} }, een getal dat niet te schrijven is als een product van 2 getallen uit {\displaystyle H}, beide groter dan 1. Als er voor de verzameling van de natuurlijke getallen een eenduidigheidsbewijs, van de ontbinding in priemfactoren, zou bestaan dat alleen gebruikmaakt van de vermenigvuldiging, zou dat ook een geldig eenduidigheidsbewijs zijn in de verzameling {\displaystyle H}. Het blijkt dat in {\displaystyle H} de ontbinding niet eenduidig is, omdat bijvoorbeeld {\displaystyle 100=25\cdot 4=10\cdot 10}. Merk op dat 4, 10 en 25 binnen {\displaystyle H} alle drie een priemgetal zijn, omdat ze binnen {\displaystyle h} niet verder kunnen worden ontbonden.